# Marco Gozzi

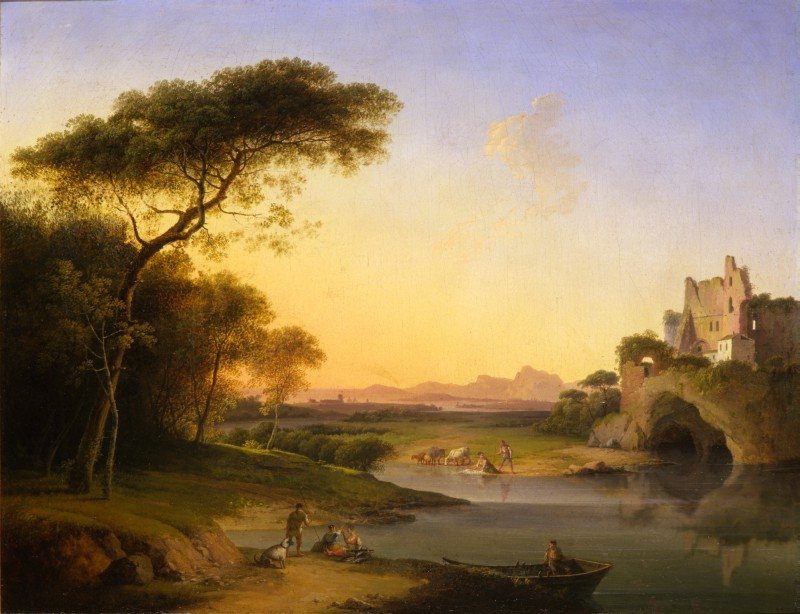
Paesaggio con figure in riva al fiume Adda, 1810 ca. (Fondazione Cariplo)

Marco Gozzi (San Giovanni Bianco, 1759 – Milano, 1839) è stato un pittore italiano.

## Biografia
Verosimilmente formatosi sotto la guida del pittore Corneo, si dedica inizialmente ad una produzione molto varia, comprendente ritratti, soggetti sacri e affreschi decorativi, eseguiti in linea con la tradizione veneta, al momento ancora dominante in territorio bergamasco. Non vi sono accenni alla sua attività di paesista fino al 1807, quando stipula un contratto con l'allora ministro dell'interno del Regno Italico, conte Di Breme, per l'esecuzione annuale di quattro vedute lombarde, assicurandosi una pensione governativa. L'incontro con il paesista Francesco Fidanza, autore di tele con improvvisi temporali, mareggiate, nevicate e sognanti tramonti, ha radicalmente rinnovato la sua arte. 
Con la prestigiosa commissione Marco Gozzi attua la svolta da una pittura di paesaggio ancora legata ai modelli arcadici, verso la resa topografica dei soggetti. Nel 1812 rinnova il contratto ministeriale e dall'anno seguente inaugura la sua sistematica partecipazione alle Esposizioni di Belle Arti di Brera. Non ricoprì mai la cattedra di paesaggio, ma dal 1829 fu definito socio onorario dell'Accademia e dal 1832 ottenne la qualifica di pittore paesista.